# Miklós Páncsics
Dans le nom hongrois Páncsics Miklós, le nom de famille précède le prénom, mais cet article utilise l’ordre habituel en français Miklós Páncsics, où le prénom précède le nom.
Miklós Páncsics (né le 4 février 1944 à Gara en Hongrie et mort le 7 août 2007 à Budapest) est un joueur de football international hongrois d'origine croate, qui évoluait au poste de défenseur.
Il fut ensuite secrétaire général de la Fédération hongroise de football.

## Biographie

### Carrière en sélection
Avec l'équipe de Hongrie, il joue 37 matchs (pour aucun but inscrit) entre 1967 et 1973. 
Il joue son premier match le 29 octobre 1967 contre la RDA et son dernier le 26 septembre 1973 contre la Yougoslavie. 
Il figure dans le groupe des sélectionnés lors de l'Euro de 1972.
Il participe également aux Jeux olympiques de 1968 et de 1972. Il joue un total de 13 matchs lors des Jeux olympiques.

## Palmarès
| Ferencváros \| - Championnat de Hongrie (4) : - Champion : 1964, 1967, 1968 et 1975-76. - Coupe de Hongrie (2) : - Vainqueur : 1971-72 et 1973-74. \| \| - Coupe des villes de foires (1) : - Vainqueur : 1964-65. - Finaliste : 1967-68. - Coupe d'Europe des vainqueurs de coupe : - Finaliste : 1974-75. \| |  | Hongrie - Jeux olympiques (1) : - Or : 1968. - Argent : 1972.                                                                                      |
| - Championnat de Hongrie (4) : - Champion : 1964, 1967, 1968 et 1975-76. - Coupe de Hongrie (2) : - Vainqueur : 1971-72 et 1973-74. |  | - Coupe des villes de foires (1) : - Vainqueur : 1964-65. - Finaliste : 1967-68. - Coupe d'Europe des vainqueurs de coupe : - Finaliste : 1974-75. |